# Deinococcus geothermalis

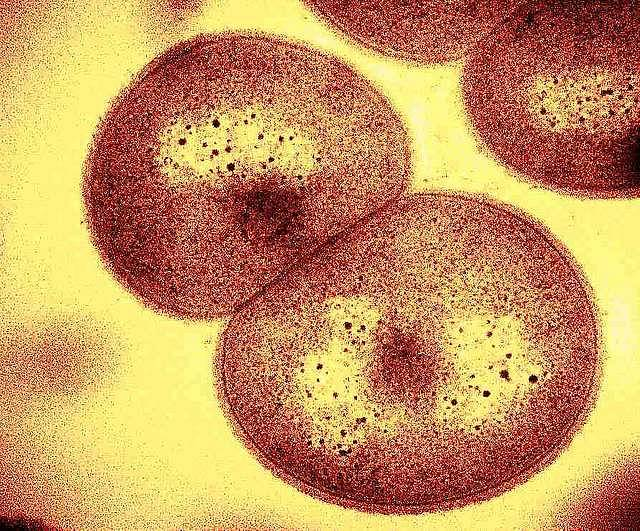
Células de Deinococcus geothermalis.

Deinococcus geothermalis é uma bactéria não patogênica, de forma esférica, Gram-positiva e heterotrófica, onde "geothermalis" significa 'terra quente' ou 'fontes termais'. Esta bactéria foi primeiramente obtida nas fontes termais de Agnano, Nápoles, Itália, e São Pedro do Sul, Portugal. Ela reside principalmente em fontes termais e em ambientes oceânicos profundos.

## Estrutura do genoma

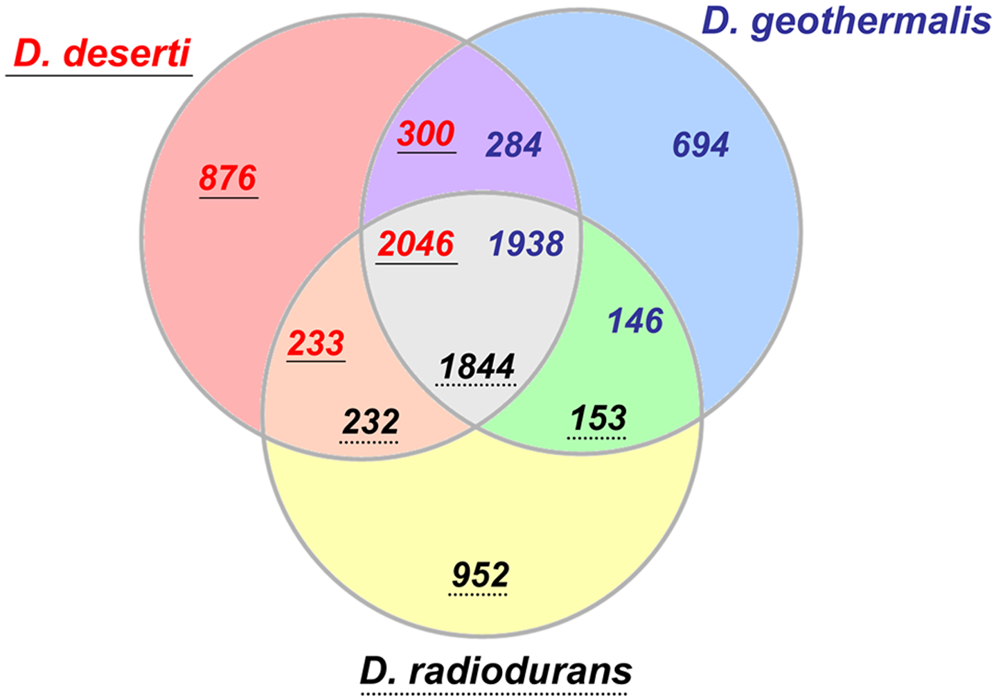
Comparativo dos genomas encontrados no gênero Deinococcus.

Deinococcus geothermalis possui um genoma que contém 2,47 Mbp com 2 335 genes codificadores de proteínas. Existem 73 sequências de inserção (IS) contidas no genoma, com 19 tipos diferentes de ISs. Em situações de stress oxidativo, essas ISs são ativamente transpostas na bactéria. Além disso, ela carrega pelo menos 2 plasmídeos.

## Características de crescimento
Deinococcus geothermalis forma tétrades ao se dividir. O tamanho de suas células varia de 1,2 a 2,0 μm de diâmetro. Produz colônias pigmentadas de laranja e tem uma temperatura ótima de crescimento de cerca de 45 °C a 50 °C, que está no limite entre organismos mesófilos e termófilos. Além disso, possui um pH ótimo de 6,5. Devido a essas características, é capaz de crescer em ambientes com nutrientes limitados e pode até usar sulfato de amônio para acumulação de biomassa. É extremamente resistente à radiação gama. As concentrações de Mn(II) são elevadas na célula. D. geothermalis é capaz de reduzir Fe(III)-nitrilotriacético, U(V) e Cr(VI), e também foi geneticamente modificado para reduzir Hg(II), a partir de um plasmídeo originalmente construído para Deinococcus radiodurans. Sua cepa-tipo é AG-3a (= DSM 11 300).

## Formação de biofilme
Ele é capaz de formar biofilmes densos em superfícies não vivas, como máquinas de impressão, vidro, aço inoxidável, poliestireno, polietileno, etc., que são caracterizados por fios de aderência e pela falta de uma matriz viscosa. Os biofilmes foram visualizados com microscopia eletrônica de varredura de alta resolução e microscopia de força atômica (AFM). Em particular, os biofilmes de Deniococcus geothermalis em equipamentos de impressão podem ajudar outras bactérias a formar biofilmes em cima do existente, referidos como bactérias de biofilme secundário. Seus biofilmes aderem firmemente às superfícies, tornando-os difíceis de remover. Eles não possuem meios de locomoção e/ou fixação, como pili ou flagelos. A fixação é auxiliada por substâncias poliméricas extracelulares (EPS), com a aderência misturada na superfície da célula, em vez de uniformemente distribuída. Apesar da forte aderência à superfície, os biofilmes das células não fixadas podem se mover na água.

## Stressoxidativo
Em um ambiente carente de manganês (sob condições aeróbicas), as células de Deniococcus geothermalis passarão por estresse oxidativo. Propõe-se que, nessa ausência, D. geothermalis prefira utilizar qualquer carbono disponível para o metabolismo que reduza o stress oxidativo ou espécies reativas de oxigênio (EROs). Além disso, existem enzimas de reparo de proteínas que a bactéria pode usar para combater o estresse oxidativo, além de regular a expressão de catalase e superóxido dismutase. Nesse sentido, o NAPH é usado em vez de NADH na acumulação de carbono.

## Biorremediação
Muitos locais de resíduos tóxicos têm contaminantes que são protegidos pelo calor elevado. Devido à capacidade dos organismos de reduzir materiais radioativos e resistir a altas temperaturas, foi proposto que eles sejam utilizados em esforços de biorremediação contra habitats tóxicos. Eles têm uma vantagem sobre o relacionado Deinococcus radiodurans, em particular ao lidar com ambientes de resíduos, porque sua temperatura ótima de crescimento é mais alta em comparação com o D. radiodurans, que é em torno de 39°C.

## Resistência em ambientes adversos
Uma missão espacial chamada EXPOSE-R2 foi lançada em 24 de julho de 2014 a bordo da nave russa Progress M-23M e foi acoplada em 18 de agosto de 2014 do lado de fora da Estação Espacial Internacional (ISS) no módulo russo Zvezda. Os dois principais experimentos testarão a resistência de uma variedade de biofilmes microbianos extremófilos e células planctônicas, incluindo Deinococcus geothermalis, à exposição de longo prazo ao espaço sideral e a um ambiente simulado de Marte. Em particular, eles estavam interessados em descobrir se os biofilmes de extremófilos eram capazes de sobreviver nas condições adversas do espaço sideral e/ou de qualquer outra parte do universo. Após 2 anos, a missão conseguiu revelar que os biofilmes de D. geothermalis e as células planctônicas sobreviveram à dessecação, à radiação ultravioleta e às severas condições semelhantes às de Marte.